# Vanuatusolfjäderstjärt
Vanuatusolfjäderstjärt (Rhipidura spilodera) är en fågelart i familjen solfjäderstjärtar inom ordningen tättingar.

## Utbredning och systematik
Fågeln förekommer endast i centrala och norra Vanuatu, inklusive Banks Islands. Den kategoriserades tidigare som underart till Rhipidura verreauxi men urskiljs sedan 2016 som egen art av Birdlife International och IUCN, sedan 2023 även av eBird/Clements och IOC.

## Status
Den kategoriseras av IUCN som livskraftig.